# Licorice Pizza
Licorice Pizza is een Amerikaanse tragikomediefilm uit 2021, geschreven en geregisseerd door Paul Thomas Anderson, die ook fungeert als co-cinematograaf. De hoofdrollen worden vertolkt door Alana Haim, Cooper Hoffman, Sean Penn, Tom Waits, Bradley Cooper en Benny Safdie.

## Verhaal
De film vertelt het verhaal van de tieneracteur Gary Valentine, die in de jaren zeventig carrière maakte in Hollywood. Hij wordt verliefd op de jonge fotograaf-assistent Alana Kane. Samen maken ze politieke en culturele veranderingen mee en ontmoeten ze personages uit oud en nieuw Hollywood, onder meer met filmproducent Jon Peters.

## Rolverdeling
| Acteur             | Personage         | Opmerkingen                                                                           |
| ------------------ | ----------------- | ------------------------------------------------------------------------------------- |
| Alana Haim         | Alana Kane        |                                                                                       |
| Cooper Hoffman     | Gary Valentine    | een jonge acteur die verliefd wordt op Alana. Valentine is gebaseerd op Gary Goetzman |
| Sean Penn          | Jack Holden       | een acteur gebaseerd op William Holden                                                |
| Tom Waits          | Rex Blau          | een filmregisseur                                                                     |
| Bradley Cooper     | Jon Peters        | een filmproducent                                                                     |
| Benny Safdie       | Joel Wachs        | een politicus die zich kandidaat stelt                                                |
| John C. Reilly     | Fred Gwynne       |                                                                                       |
| Christine Ebersole | Lucille Doolittle | een actrice gebaseerd op Lucille Ball                                                 |
| Maya Rudolph       | Gale              |                                                                                       |
| Skyler Gisondo     | Lance             |                                                                                       |

## Productie
De oorspronkelijke titel van het project in 2020 was Soggy Bottom. Op 9 september 2021 werd de titel veranderd in Licorice Pizza, wat verwijst naar de platenwinkelketen in Zuid-Californië, populair in de jaren zeventig. De opnames voor de film, die in augustus 2020 in Los Angeles begonnen, eindigden op 19 november van hetzelfde jaar. Het budget van de film bedroeg 40 miljoen Amerikaanse dollar.
Jonny Greenwood van Radiohead componeerde de soundtrack van de film. De eerste trailer van de film, die op 27 september 2021 online werd uitgebracht, was ingesteld op David Bowie's "Life on Mars?". De officiële soundtrack wordt uitgebracht door Republic Records.

## Release
De film ging in première op 26 november 2021 in een beperkt aantal Amerikaanse bioscopen en werd in heel Noord-Amerika uitgebracht op 25 december 2021.

## Ontvangst
De film ontving lovende recensies van critici. Op Rotten Tomatoes heeft Licorice Pizza een waarde van 97% en een gemiddelde score van 8,70/10, gebaseerd op 32 recensies. Op Metacritic heeft de film een gemiddelde score van 94/100, gebaseerd op 17 recensies.